# Романелли, Пьетро
Пьетро Романелли (англ.  Pietro Romanelli; 20 декабря 1889 года, Рим — 3 августа 1981 года, Рим) — итальянский археолог, профессор Римского университета Ла Сапиенца.

## Биография
Родился 20 декабря 1889 года в Риме.
В 1913 году Романелли участвовал в археологических исследованиях в Анатолии.
С 1914 года он был консультантом Управления древностей (Soprintendenza ai monmenti e scavi) в Триполитании, затем в 1919—1923 годы он возглавлял его. В это время он начал раскопки в Лептис Магна в Ливии.
В 1924 году он получил степень бакалавра по специальности «Археология римской Африки» и преподавал эту научную область без перерыва до 1960 года в университете Ла Сапиенца в Риме.
В 1927 году Романелли стал комиссаром Провинциального музея Сигизмондо Кастромедиано в Лечче, вазы которого он опубликовал в рамках научного проекта Corpus Vasorum Antiquorum (международный исследовательский проект по исследованию и публикации древней керамики).
С 1930 по 1938 год руководил раскопками в Тарквинии.
В 1938 году перешел в Министерство культуры инспектором по археологии. В этом качестве он занимался охраной древних памятников и коллекций древностей в Италии во время Второй мировой войны.

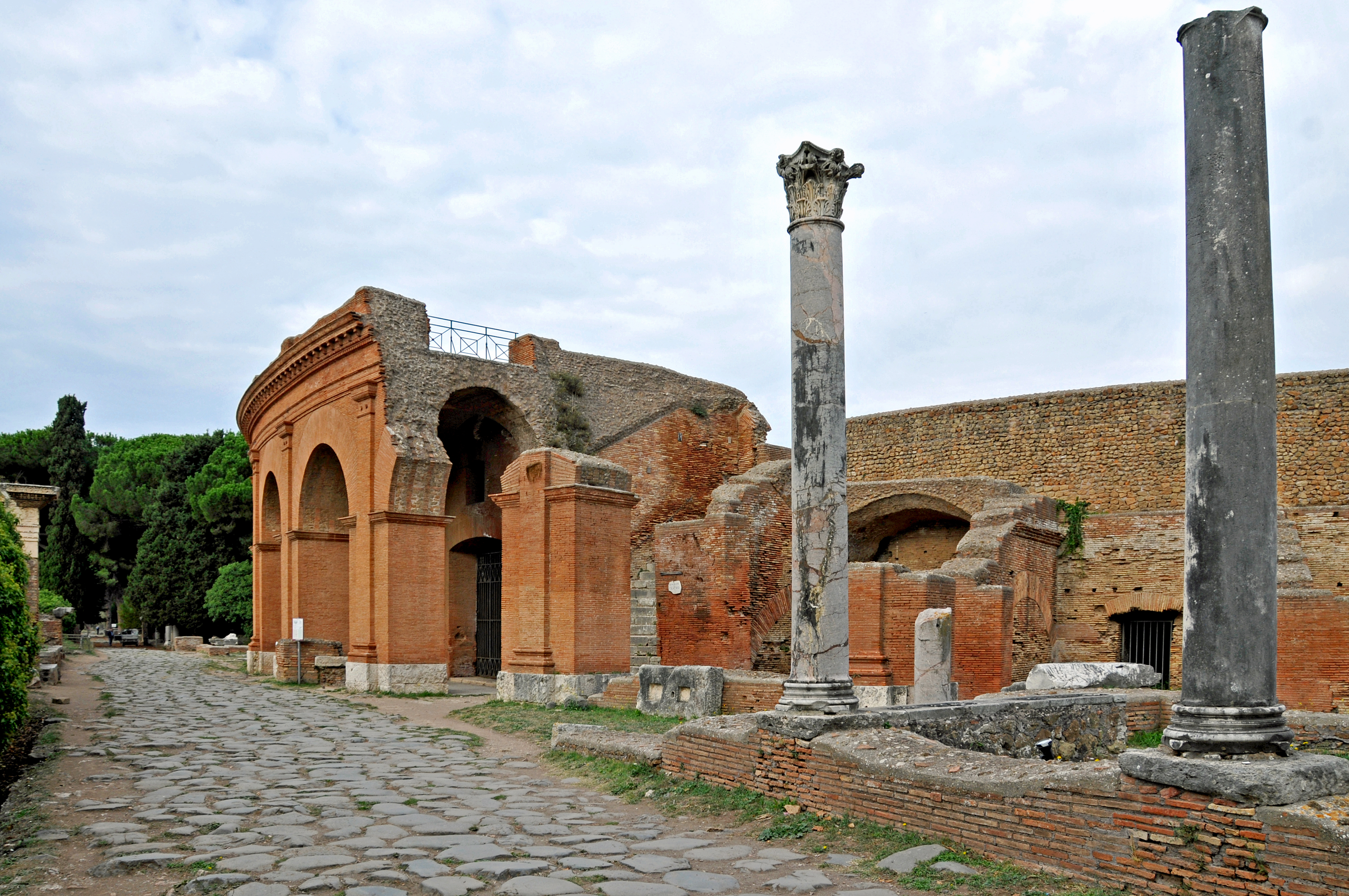
Остия-Антика в устье Тибра. Развалины древнего театра

После войны в 1946—1960 годы Романелли был инспектором Остии(1946—1952) и Римского Форума (Forum Romanum) и Палатина (Soprintendenza Archeologica di Roma IV).Под его руководством были раскопаны остатки фундаментов хижин железного века на Палатинском холме- следы раннего поселения на территории Рима.

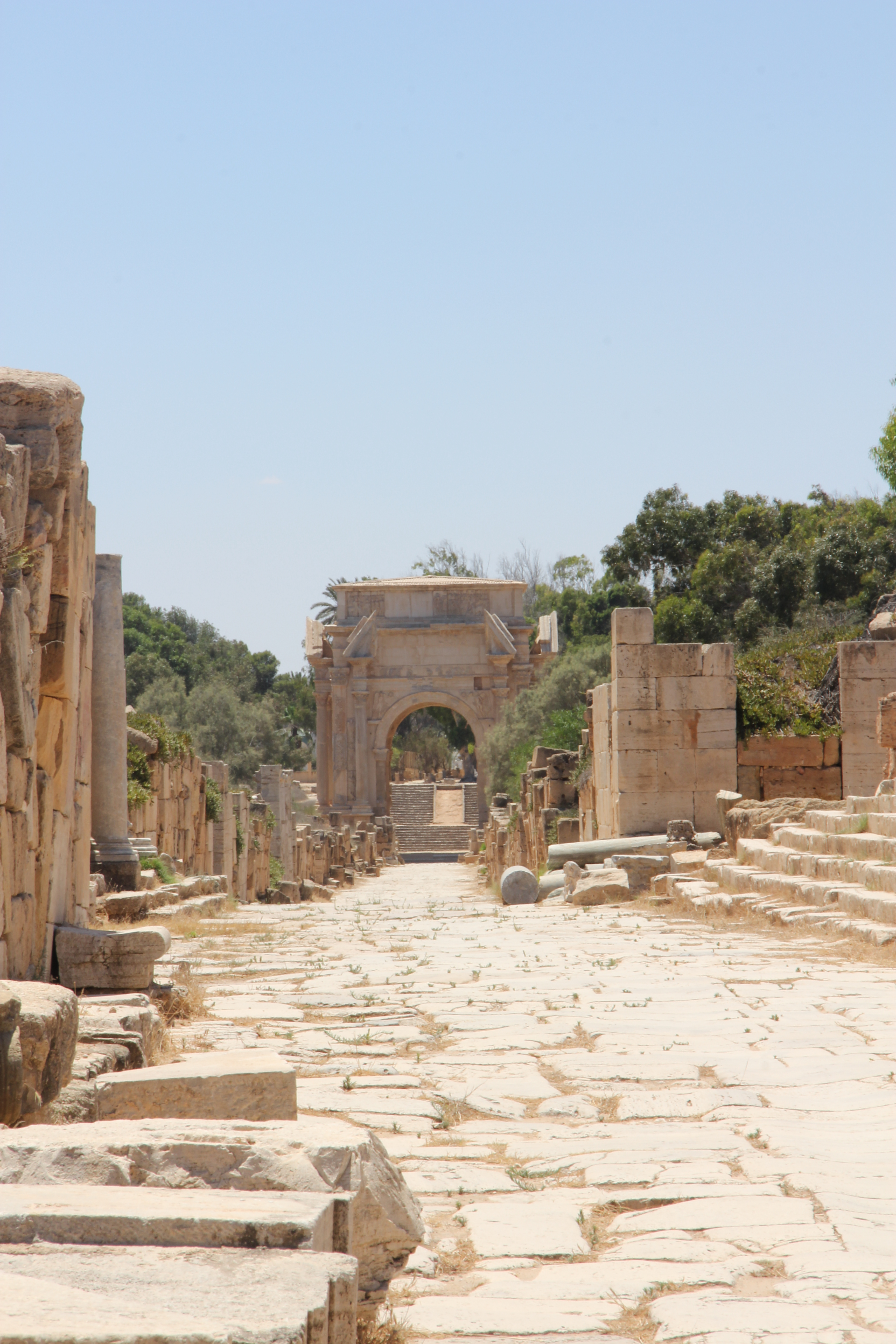
Древний город Лептис Магна. Ливия

Помимо этой деятельности и своей чрезвычайно плодотворной и обширной работы в качестве лектора, Романелли был научным руководителем («духовным ректором») многочисленных серий научных публикаций: Раскопки Остии, Памятники древней живописи в Италии , Корпус мозаики в Италии , Археологическая карта, Тетради археологии Ливии и Монография археологии Ливии, а также бюллетень Римской археологической Ассоциации.
Кроме того, он стимулировал создание научно-популярной серии Национальный институт римских исследований (Istituto Nazionale di Studi Romani).
В дополнение к его обширной академической публикации, которая включает несколько сотен наименований, Романелли был редактором археологического раздела Итальянской энциклопедии (Enciclopedia Italiana).
Романелли был членом множества научных учреждений и академий. В 1950 году он стал членом Accademia Nazionale dei Lincei и был президентом Pontificia Accademia Romana di Archeologia (1957—1966).
Он также был членом Этрусской академии Кортона, Международной ассоциации классической археологии и Национального институт римских исследований (Accademia Etrusca di Cortona, Associazione Internazionale di Archeologia Classica и Istituto Nazionale di Studi Romani), которыми он также руководил с 1960 по 1980 год.

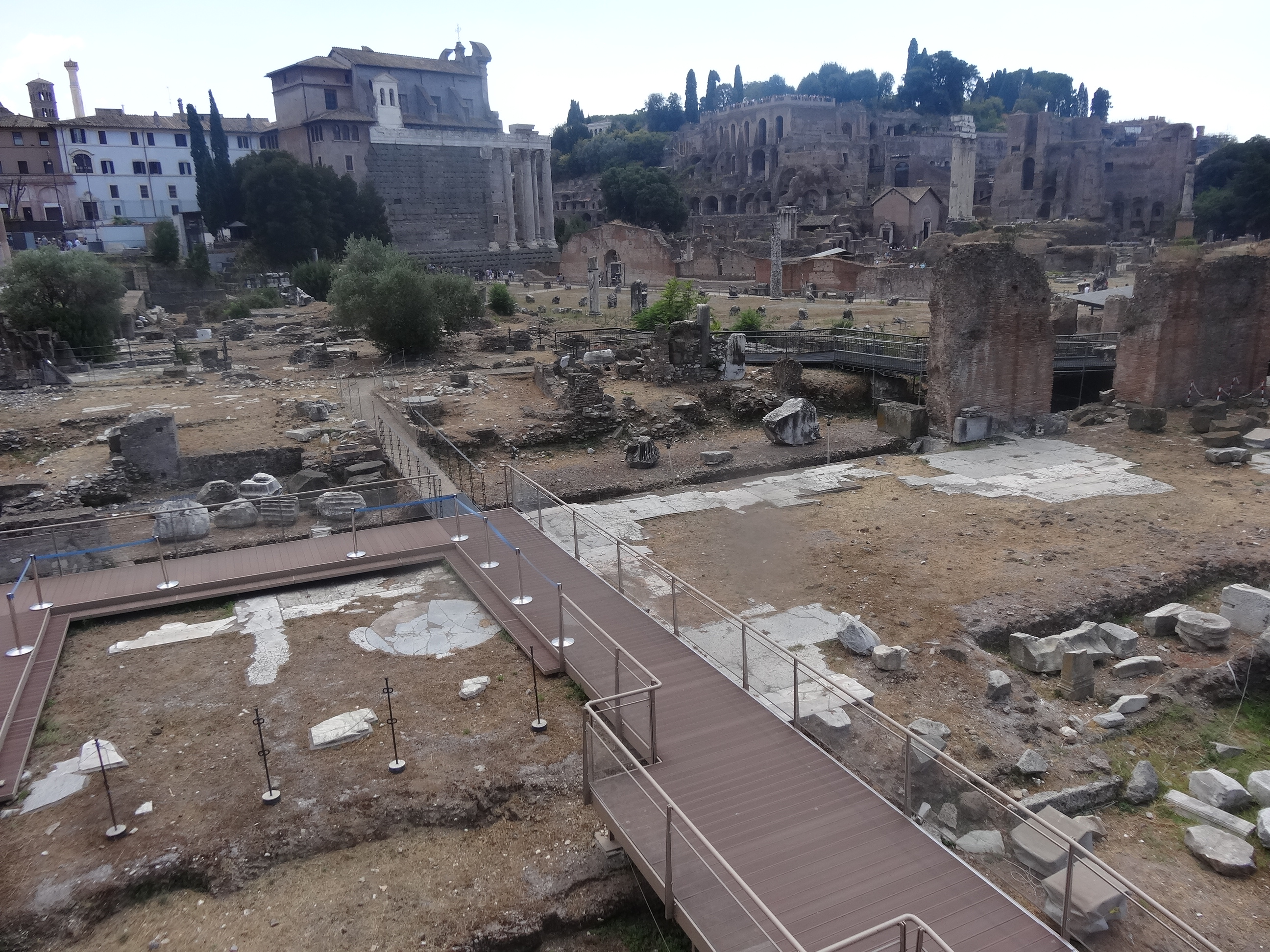
Римский Форум.2016 г.

В 1959 −1964 годы он был президентом Международной федерации классических ассоциаций. Academia Latinitati Fovendae (Академия новой латыни) основана в 1967 году, благодаря его инициативе, ведь он сам был энтузиастом новой латыни. В задачи академии входит продвижение авторов и поэтов нового латинского языка, а также создание нового латинского словаря, который отражает и учитывает измененный словарный запас современного языка.
Пьетро Романелли скончался 3 августа 1981 года в Риме.

## Труды
- In Africa e a Roma. Scripta minora selecta. Rom 1981, S. XI—XXVI.(содержит полный список трудов Пьетро Романелли)
- Leptis Magna. Società editrice d’arte illustrata, Rom 1925.
- Corpus Vasorum Antiquorum. Italia, Fasc. 4: Lecce, Museo provinciale Castromediano. Fasc. 1. Bestetti e Tumminelli, Mailand/Rom 1928.
- Corpus Vasorum Antiquorum. Italia, Fasc. 6: Lecce, Museo provinciale Castromediano. Fasc. 2. Bestetti e Tumminelli, Mailand/Rom 1930.
- La Cirenaica romana. A. Airoldi, Verbania 1943.
- Storia delle provincie romane dell’Africa. «L’Erma» di Bretschneider, Rom 1959.
- In Africa e a Roma. Scripta minora selecta. Bretschneider, Rom 1981.